# As-Salamijja (dystrykt)
As-Salamijja – jedna z 5 jednostek administracyjnych drugiego rzędu (dystrykt) muhafazy Hama w Syrii.
W 2004 roku dystrykt zamieszkiwało 186 337 osób.
W skład dystryku wchodzi 5 poddystryktów (nahijja):
- As-Salamijja
- Barri Szarki
- As-Si’in
- Sabbura
- Ukajribat